# Kick Stokhuyzen
Willem Anton Frederik (Kick) Stokhuyzen (Soerabaja, 7 oktober 1930 – Voorburg, 12 januari 2009) was een Nederlands televisiepresentator en stemacteur.

## Levensloop
Stokhuyzen werd geboren en groeide op in Soerabaja. Tijdens de Tweede Wereldoorlog zat hij in een jappenkamp. In 1945 kwam hij met zijn ouders naar Nederland waar hij in Den Haag tot 1949 naar het Nederlandsch Lyceum ging. Daarna ging hij economie studeren aan de Universiteit van Amsterdam en de Rijksuniversiteit Groningen. Ook studeerde hij volkenrecht aan de universiteit van Genève. Tijdens zijn studententijd was hij lid en functionaris van het ASC/AVSV en het dispuut H.E.B.E.
Hij was werkzaam bij de NCRV en presenteerde daar in de jaren zeventig onder meer de populaire natuurquiz Ja, natuurlijk. Dit programma trok destijds gemiddeld 3,5 miljoen kijkers per aflevering. 
Stokhuyzen presenteerde voor de NCRV behalve Ja, natuurlijk ook programma's als Tweekamp, Herkent u deze melodie en Herkent u deze tijd. Het televisiewerk was altijd een bijbaan voor hem, Stokhuyzen was sinds 1966 werkzaam als accountmanager bij IBM. Toen hij in 1983 promotie kreeg naar de functie van manager Sales Promotion, verdween hij van de televisie.
In later jaren werkte Stokhuyzen voor Omroep MAX. Hierbij was hij ook te zien in een achtdelige show uit 2006 samen met zeven andere bekende Nederlanders, in het programma TV Comeback. Ook sprak hij voor Nederlandstalige versies van tekenfilms de stem in van Winnie de Poeh. Hij was 'the approved character voice', wat inhield dat hij binnen het Nederlandse taalgebied de enige persoon was die deze stem mocht inspreken. 
Hij was ook politiek actief. Namens de VVD zat Stokhuyzen tot 2002 in de gemeenteraad van Voorburg. In 2008 sprak hij de herdenkingsrede uit bij de jaarlijkse Indië-herdenking bij het Indisch Monument in Den Haag.
Kick Stokhuyzen was getrouwd en had uit dat huwelijk twee zonen. Hij had later een jarenlange relatie met actrice Annet Nieuwenhuijzen, die hij tijdens zijn studententijd had leren kennen. Begin 2009 overleed hij op 78-jarige leeftijd aan een hersenbloeding.
- Nederlandse Thesaurus van Auteursnamen: 109743857
- Virtual International Authority File: 289967182
- WorldCat: E39PBJhRFFJXVxQKfM9BkXg7pP